# Hugo Chávez
Hugo Rafael Chávez Frías (Sabaneta, 28 juli 1954 – Caracas, 5 maart 2013) was een Venezolaans politicus en militair die van 1999 tot zijn overlijden de president van Venezuela was namens de Socialistische Partij. Voorheen was hij de leider van de Beweging van de Vijfde Republiek. Hij volgde zijn eigen politieke ideologie, het bolivarisme en socialisme van de 21e eeuw en voerde vele socialistische hervormingen in zijn land in, als onderdeel van de bolivariaanse revolutie via een nieuwe grondwet, participatieve democratische raden en de nationalisatie van belangrijke industrieën.

## Leraarsgezin
Chávez groeide op in een leraarsgezin en werd beroepsmilitair. Uit onvrede over het puntofijismo, het Venezolaans politiek systeem, dat hij corrupt en ondemocratisch vond, richtte hij begin jaren tachtig de ondergrondse Revolutionaire Bolivariaanse Beweging-200 (MBR-200) op, om het puntofijismosysteem omver te werpen. Nadat de Democratische Actie-regering van president Carlos Andrés Pérez de gewelddadige onderdrukking bevolen had van protesten tegen bezuinigingen, leidde Chávez de MBR-200 die een mislukte staatsgreep tegen de regering op 3 februari 1992 pleegde, waarvoor hij werd opgesloten in de gevangenis. Toen hij na twee jaar vrijkwam, richtte hij een sociaaldemocratische politieke partij op, de Beweging van de Vijfde Republiek en in 1998 werd hij verkozen tot 64ste president van Venezuela. Vervolgens introduceerde hij een nieuwe grondwet waarin minderheidsgroepen meer rechten kregen en hij veranderde de nationale regeringsstructuur. Hij werd in 2000 herkozen. Tijdens zijn tweede presidentiële termijn, introduceerde hij een systeem van bolivariaanse missies, gemeenteraden en door de werknemer beheerde coöperaties, evenals een programma van landhervormingen, terwijl hij ook diverse belangrijke industrieën nationaliseerde. De oppositie, die hem inmiddels verweet een populist te zijn die de democratie aan het uithollen was en in toenemende mate autoritair te handelen, probeerde hem uit de macht te zetten, zowel door middel van een mislukte militaire coup in 2002 als door een referendum in 2004. In 2005 verkondigde Chávez openlijk zijn trouw aan het socialisme en werd in 2006 opnieuw herkozen, waarop hij in 2007 zijn nieuwe politieke partij, de Verenigde Socialistische Partij van Venezuela, oprichtte. Hoewel Chávez in 2011 al enige jaren aan kanker leed, verklaarde hij opnieuw verkiesbaar te zijn bij de presidentsverkiezingen in 2012.

## Anti-imperialist
Hij was een zelfverklaard anti-imperialist en luidruchtig tegenstander van het neoliberalisme en het kapitalisme in het algemeen. Chávez was ook een tegenstander van het buitenlands beleid van de Verenigde Staten. Hij had een bondgenootschap met de socialistische regeringen van Fidel en Raúl Castro in Cuba, Evo Morales in Bolivia, Rafael Correa in Ecuador en Daniel Ortega in Nicaragua. Zijn presidentschap werd gezien als een onderdeel van de Draai naar Links in Latijns-Amerika. Hij steunde Latijns-Amerikaanse en Caribische samenwerking en was medeoprichter van de Unie van Zuid-Amerikaanse Naties, de Bolivariaanse Alliantie voor de Amerika's, de Bank van het Zuiden en het regionale televisie-netwerk TeleSUR. Hij werd gezien als een (zeer) controversieel en verdeeldheid zaaiend figuur in zowel binnen- als buitenland. Zijn politieke invloed in Latijns-Amerika bracht Time ertoe hem in de lijst van 's werelds 100 invloedrijkste mensen op te nemen zowel in 2005 als in 2006.

## Vroege jaren

### Kindertijd: 1954–1970

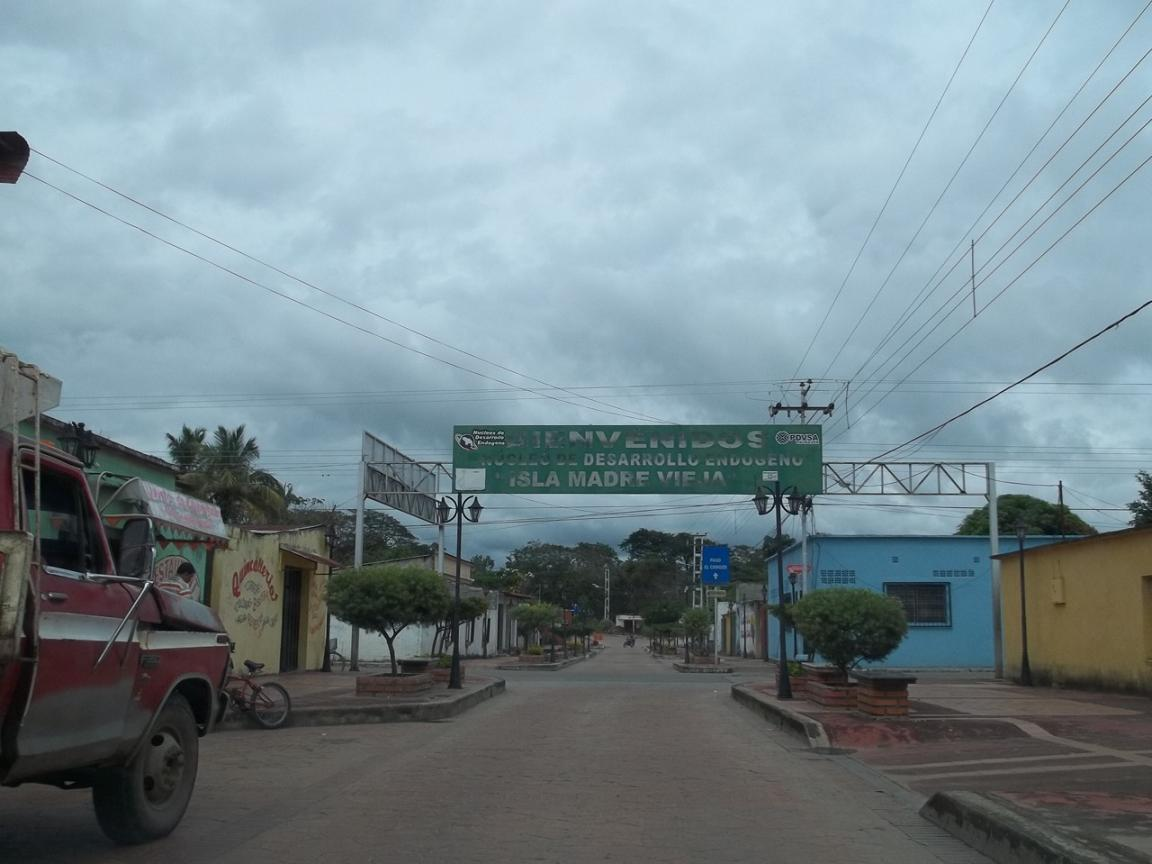
Sabaneta, Barinas, waar Chávez is geboren en opgegroeid.

Chávez werd geboren in de deelstaat Barinas als zoon van een leraarsechtpaar van Indiaanse afkomst. Hij heeft zijn jeugd beschreven als "arm ... erg gelukkig", ondervond "nederigheid, armoede, pijn en had soms ook niets te eten" en "de onrechtvaardigheid van deze wereld".
Volgens de Julián Pino-basisschool waren Chávez hobby's tekenen, schilderen, honkbal en geschiedenis. Hij was vooral geïnteresseerd in de 19e-eeuwse federalistische generaal Ezequiel Zamora, in wiens leger zijn eigen overgrootvader had gediend. Chávez heeft zijn jeugd omschreven als "een normale jongen" zonder "politieke motivatie", hij besteedde zijn tijd aan school, het spelen van honkbal en zat achter de meisjes aan.

### Militaire Academie: 1971-1975
Toen Chávez zeventien jaar was, ging hij naar de Venezolaanse Academie voor Militaire Wetenschappen in Caracas. Als inwoner van Caracas zag hij de grote verschillen tussen arm en rijk in Venezuela en besloot hij zich in te zetten voor sociale gelijkheid. Ook begon hij betrokken te raken bij lokale activiteiten buiten de militaire school. Hij speelde zowel honkbal als softbal met het Criollitos de Venezuela-team. Andere hobby's van hem waren het schrijven van gedichten, verhalen en theaterstukken, schilderen en het onderzoeken van het leven en het politieke denken van de 19e-eeuwse Zuid-Amerikaanse revolutionair, bevrijder en Venezolaan Simón Bolívar. Hij raakte ook geïnteresseerd in de marxistische revolutionair Che Guevara (1928-1967) na het lezen van diens memoires Het dagboek van Che Guevara, maar las daarnaast boeken van en over een groot aantal andere personen, van Karl Marx tot Hannibal en Napoleon Bonaparte. In 1975 studeerde Chávez als een van de beste studenten af aan de Militaire Academie (acht van de vijfenzeventig).
In 1974 werd Chávez gekozen als Venezolaans vertegenwoordiger bij de 150e verjaardag van de Slag van Ayacucho in Peru. In Peru hoorde Chávez de linkse president en generaal Juan Velasco Alvarado (1910-1977) spreken, waardoor hij door hem werd geïnspireerd. Zo moesten volgens Velasco Alvarado militairen handelen in het belang van de arbeidersklasse,  Chávez las het boek van Velasco Alvarado vaak en onthield enkele toespraken volledig. Hij sloot vriendschap met de zoon van Panama's president Omar Torrijos (1929-1981) – een andere linkse generaal. Vervolgens bezocht Chávez in Panama Torrijos en was onder de indruk van diens landhervormingsprogramma, ontworpen om de boeren te helpen. Chávez zag de mogelijkheden voor militaire leiders om de macht te grijpen wanneer een regering alleen maar de belangen dient van de rijke elite. In tegenstelling tot linkse militaire presidenten als Torrijos en Velasco, was Chávez echter zeer kritisch ten aanzien van Augusto Pinochet, de extreemrechtse generaal die in 1973 de macht had gegrepen in Chili met buitenlandse hulp van o.a. de CIA.

### Vroege militaire carrière: 1976-1981
"Ik denk na over de tijd na de academie toen ik me ben gaan richten op een revolutionaire beweging... De Hugo Chávez die begon bij de academie was een jongen uit de heuvels, een Ilanero die een professioneel honkballer wilde worden. Vier jaar later was ik een tweede luitenant die het revolutionaire pad had genomen. Iemand die geen verplichtingen had aan iedereen, iemand die niet behoorde tot een beweging, iemand die niet lid was van een partij, maar die heel goed wist waar hij heen wilde."
Hugo Chávez
Na zijn afstuderen, werd Chávez bij een legereenheid in Barinas gestationeerd als communicatieofficier. Chávez speelde in een lokaal honkbalteam, schreef een column voor de plaatselijke krant, organiseerde bingospellen en was jurylid bij schoonheidswedstrijden.
Op een gegeven moment vond hij een voorraad marxistische literatuur in een verlaten auto die doorzeefd was met kogels. Blijkbaar hadden deze boeken vele jaren eerder toebehoord aan opstandelingen. Hij begon ze te lezen. Het ging om boeken van Karl Marx, Vladimir Lenin en Mao Zedong, maar zijn favoriete boek was De Tijden van Ezequiel Zamora, een boek over de 19e-eeuwse federalistische generaal, die Chávez als kind al had bewonderd. Deze boeken overtuigden Chávez van de noodzaak van een linkse regering in Venezuela.
In 1977 werd de eenheid van Chávez overgebracht naar Anzoátegui, waar deze betrokken was bij de strijd tegen de Rode Vlag Partij, een marxistisch-hoxhaistische rebellengroep. Nadat Chávez het slaan van opstandelingen door andere soldaten had willen voorkomen, begon hij te twijfelen aan het leger en zijn methoden zoals marteling. Tegelijkertijd werd hij steeds kritischer over de corruptie in zowel het leger als in de civiele overheid, ook vond hij het ongelofelijk dat ondanks de grote olievoorraad van Venezuela een groot deel van de bevolking in armoede leefde, iets wat hij voelde als ondemocratisch. Daarbij begon hij te sympathiseren met de Rode Vlag Partij.
In 1977 richtte Chávez een revolutionaire beweging binnen het leger op: het Venezolaans Volksbevrijdingsleger (Ejercito de Liberación del Pueblo de Venezuela, of ELPV). Dit was een geheime cel binnen het leger, die bestond uit hem en een handvol van zijn collega-soldaten. Hoewel ze wisten dat ze een middenweg wilden tussen het rechtse beleid van de overheid en de extreemlinkse Rode Vlag Partij, hadden ze op dat moment geen plannen van aanpak.

## Presidentschap

### Eerste presidentieel termijn: 1999-2000
De presidentiële inhuldiging van Chávez vond plaats op 2 februari 1999. Tijdens de presidentiële eed week hij van de voorgeschreven tekst af toen hij verklaarde: "Ik zweer voor mijn volk op deze grondwet dat ik de nodige democratische verandering zal doorvoeren zodat de nieuwe republiek een Magna Carta zal hebben die past bij deze tijd." Vervolgens begon hij nieuwe personen te benoemen op een aantal regeringsposten en stelde hij verschillende linkse bondgenoten aan op sleutelposities; hij maakte bijvoorbeeld Jesús Urdaneta, een van de oprichters van de MBR, verantwoordelijk voor de geheime politie en benoemde een van de leiders van de staatsgreep van 1992, Hernán Grüber Órdeman, tot gouverneur van het Federale District van Caracas. Hij benoemde tevens enkele conservatieve en gematigde figuren in regeringsposities en hij maakte de zakenman Roberto Mandini president van de staatsoliemaatschappij, Petroleos de Venezuela.
Chávez heeft een aantal wijzigingen aangebracht in zijn presidentiële privileges, zo heeft hij de presidentiële limousine geschrapt, gaf hij zijn volledige loon van 1.200 dollar per maand aan een studiefonds en werden veel vliegtuigen in handen van de overheid verkocht. Aan de andere kant beschuldigden veel van zijn tegenstanders hem van excessieve privé-uitgaven, net als voor zijn familie en zijn vrienden. De betrokkenheid van een aantal van zijn naaste familieleden in de politiek van Venezuela leidde ook tot beschuldigingen van nepotisme, wat Chávez tegensprak. Ondertussen verliet hij in juni 2000 zijn vrouw Marisabel; de scheiding was in januari 2004 een feit.
Hoewel hij vanaf het begin van zijn presidentschap publiekelijk krachtige revolutionaire retoriek gebruikte, was het beleid van de regering-Chávez aanvankelijk gematigd kapitalistisch en centrumlinks. Chávez geloofde in eerste instantie dat het kapitalisme nog steeds een deugdelijk economisch model was voor Venezuela, maar dat de Derde Weg zou moeten worden gevolgd en niet het neoliberalisme dat door de voorgaande regeringen werd uitgevoerd onder aanmoediging van de Verenigde Staten. Hij volgde de richtlijnen die werden aanbevolen door het kapitalistische Internationaal Monetair Fonds en bleef buitenlandse bedrijven aanmoedigen om in Venezuela te investeren. Hij bezocht zelfs Wall Street in een poging om rijke beleggers ervoor te interesseren. Om zijn herkenbaarheid in het buitenland te vergroten verbleef hij 52 dagen van het eerste presidentsjaar in het buitenland om verschillende nationale leiders te ontmoeten, zoals de Amerikaanse president Bill Clinton, de gouverneur van Texas George W. Bush en de Chinese premier Jiang Zemin.
Terwijl hij nog fiscaal conservatief was, nam hij maatregelen in een poging om de armoede van de Venezolaanse arbeidersklasse te verlichten. Chávez zette onmiddellijk een programma van sociale voorzieningen in gang onder de naam Plan Bolívar 2000. Dit plan kostte 113 miljoen dollar en trad in werking op 27 februari 1999, de tiende verjaardag van het bloedbad van Caracazo. Plan Bolívar 2000 hield in dat 70.000 officieren van het leger de straten van Venezuela ingingen waar zij wegen en ziekenhuizen moesten repareren, gratis medische zorg en vaccinaties moesten aanbieden en voedsel tegen lage prijzen moesten verkopen. Chávez zelf beschreef het plan: "Tien jaar geleden kwamen we om de mensen af te slachten. Nu geven we hen liefde. Ga en kam het land uit, zoek en vernietig de armoede." Om zijn recente gedachten en plannen uit te leggen aan het Venezolaanse volk, begon hij in mei met zijn eigen zondagochtendradioshow, Aló Presidente, op het staatsradionetwerk, evenals een donderdagavond tv-show, De Frente con el Presidente (Oog in oog met de president). Hij vervolgde dit met zijn eigen krant, El Correo del Presidente (De post van de President), opgericht in juli, waarvan hij hoofdredacteur was. Deze krant werd later opgedoekt wegens beschuldigen van corruptie binnen het bestuur. In zijn tv- en radioshows beantwoordde hij telefoontjes van burgers, besprak zijn recente beleid, zong liedjes en vertelde grappen; uniek in Latijns-Amerika en de rest van de wereld.

#### Constitutionele hervorming
Chávez schreef een referendum uit – tot dan toe vrijwel onbekend in Venezuela – om een grondwetgevende vergadering samen te stellen uit vertegenwoordigers uit heel Venezuela, alsook van inheemse stammen, die de grondwet zou gaan herschrijven. Het referendum werd gehouden op 25 april 1999 en was een daverend succes voor Chávez: 88% van de kiezers steunde het voorstel.
Op 25 juli werden de leden van de constitutionele vergadering gekozen. Chávez behaalde een overweldigende verkiezingsoverwinning, met 125 zetels (95% van het totaal), met inbegrip van de zetels die behoorden tot inheemse stammen, terwijl de oppositie slechts 6 zetels kreeg. Op 12 augustus 1999 stemde de nieuwe grondwetgevende vergadering voor een voorstel om zichzelf de bevoegdheid te geven overheidsinstellingen af te kunnen schaffen en corrupte ambtenaren te kunnen ontslaan.

### Tweede presidentieel termijn: 2000-2006
Onder de nieuwe grondwet was het wettelijk verplicht dat er nieuwe verkiezingen werden gehouden om het parlement en de president te kiezen. De presidentsverkiezingen van 2000 zouden een deel worden van een grote "megaverkiezing"; het was de eerste keer in de geschiedenis van Venezuela dat de president, gouverneurs, nationale en regionale congresleden, burgemeesters en wethouders allen op dezelfde dag zouden worden gekozen. Bij de presidentsverkiezingen bleek Francisco Arias Cárdenas de grootste tegenstander van Chávez. Hij was een voormalige vriend en medesamenzweerder in de staatsgreep van 1992. Hoewel sommigen van zijn volgelingen bang waren dat de aanhangers uit de middenklasse die hem eerst hadden gesteund nu niet meer op hem zouden stemmen, werd Chávez herkozen met 59,76% van de stemmen, een grotere meerderheid dan zijn verkiezingsoverwinning in 1998, nog steeds ontving hij de meeste steun van de armere delen van de Venezolaanse samenleving.
Datzelfde jaar versterkte Chávez zijn banden met de Cubaanse dictatoriale regering van Fidel Castro door de ondertekening van een overeenkomst met Cuba. Venezuela ging 53.000 vaten olie per dag leveren tegen gunstige tarieven en in ruil daarvoor 20.000 getrainde Cubaanse medici en leraren ontvangen. In het daaropvolgende decennium zou dit verhoogd worden tot 90.000 vaten per dag, in ruil voor 40.000 Cubaanse artsen en leraren. De groeiende alliantie van Venezuela met Cuba kwam op hetzelfde moment als de verslechterende relatie met de Verenigde Staten: in het najaar van 2001, net na de Amerikaanse invasie van Afghanistan als vergelding voor de aanslagen van 11 september in NewYork. Chávez liet in zijn tv-show foto's zien van Afghaanse kinderen, gedood bij een bomaanslag. Hij riep de Amerikaanse regering op tot het einde "van de slachting van onschuldigen. Terrorisme kan niet worden bestreden met terrorisme". De Amerikaanse regering reageerde negatief op de opmerkingen, die wereldwijd werden opgepikt door de media.

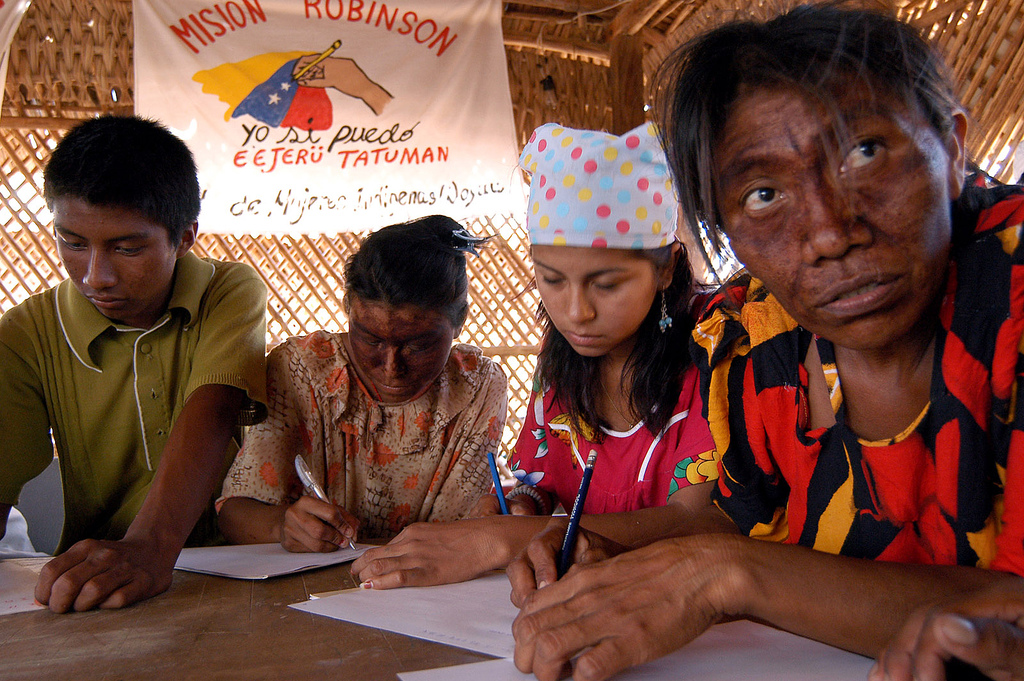
De tweede termijn van Chávez stond in het teken van de uitvoering van de sociale missies, zoals deze om het analfabetisme in Venezuela te elimineren.

Ondertussen hadden de parlementsverkiezingen van 2000 ertoe geleid dat de aanhangers van Chávez 101 van de 165 zetels kregen in de Venezolaanse Nationale Assemblee en dus was hij in november 2001 in staat een pakket van 49 sociale en economische hervormingen door te voeren.
Aan het begin van de 21e eeuw was Venezuela 's werelds op vier na grootste exporteur van aardolie. Olie was toen goed voor 85,3% van de export van het land en domineerde aldus de Venezolaanse economie. De vorige regeringen hadden geprobeerd om deze industrie te privatiseren, zodat Amerikaanse bedrijven een aanzienlijke mate van controle over de olie zouden hebben, maar de regering-Chávez wilde deze buitenlandse controle over de natuurlijke hulpbronnen van het land tegenhouden, door de nationalisatie van een groot deel van het staatsgeleide oliebedrijf Petróleos de Venezuela (PDVSA). In 2001 introduceerde de regering een nieuwe koolwaterstoffenwet waardoor zij meer controle kreeg over de olie-industrie: hiertoe werden de belastingen op royalty's van de oliemaatschappijen verhoogd. Tegen 2006 waren alle 32 operationele overeenkomsten met privébedrijven in de jaren negentig omgebouwd tot een bedrijf waarvan ten minste 51% in handen was van PDVSA.

#### Coup, stakingen en een referendum

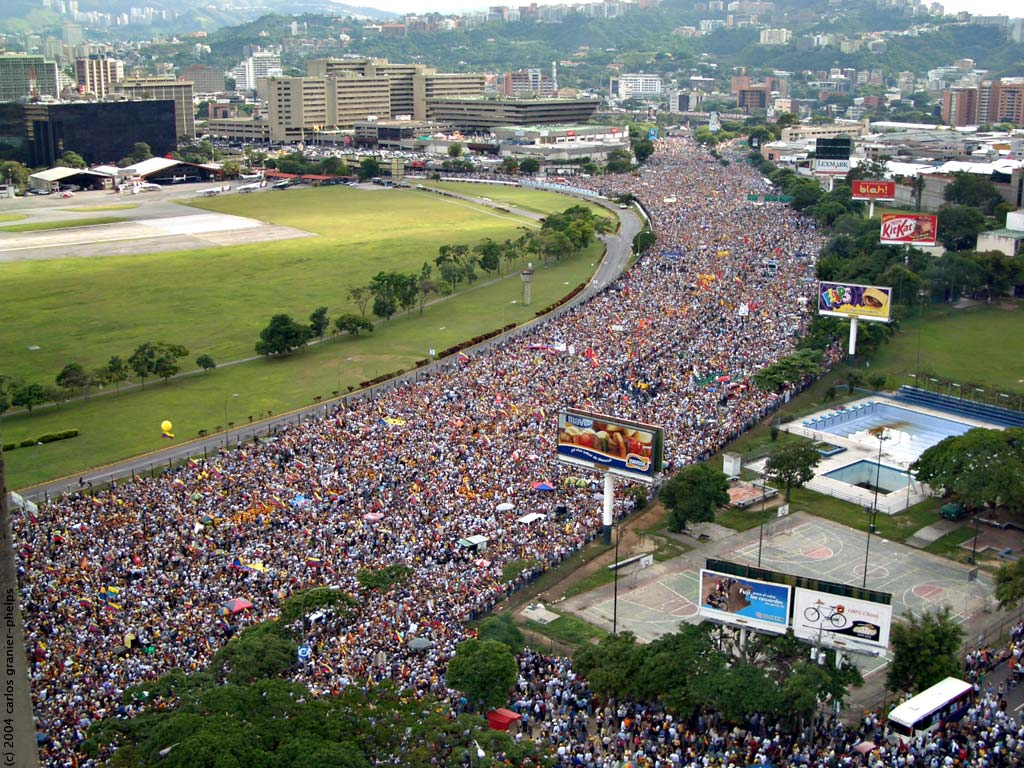
Een demonstratie voor het Venezolaanse referendum van 2004 tegen Hugo Chávez, in de hoofdstad Caracas. Het referendum werd verworpen, omdat 59% van de kiezers tegenstemde.

Op 11 april 2002 vonden in Caracas massale protesten plaats tegen de bolivariaanse regering, waarbij wapens werden afgevuurd en geweld volgde zodat zowel pro- als anti-Chávezdemonstranten gewond raakten. De politie en het leger waren erbij betrokken. Twintig mensen werden gedood en meer dan 110 raakten gewond. Een groep van hooggeplaatste anti-Chávezofficieren, waarschijnlijk gesteund door het bedrijfsleven, media en bepaalde politieke partijen, was van plan om een staatsgreep tegen Chávez te plegen en gebruikte de burgerlijke onrust als een kans. Nadat de anti-Chávezmilitairen een sterke positie hadden verworven, besloot Chávez om af te treden en werd hij overgebracht door het leger naar La Orchila en hoewel hij verzocht werd om het land te verlaten, weigerde hij officieel van het presidentschap af te zien. Niettemin, verklaarde de rijke zakenleider Pedro Carmona zichzelf tot president van een interim-regering. Carmona schafte de democratisch gekozen grondwet uit 1999 af en benoemde een kleine bestuurscommissie om het land te besturen. Protesten ter ondersteuning van Chávez en onvoldoende steun voor Carmona's machtsgreep leidde tot de val van diens regering en Chávez kreeg de macht weer terug op 14 april.
De reactie van Chávez op de poging tot een staatsgreep was dat hij zijn beleid een klein beetje herzag, door de installatie van een nieuw economisch team dat meer centristisch bleek te zijn. Dat team herinstalleerde de oude raad van bestuur en managers van de staatsoliemaatschappij, omdat de vervanging ervan een van de belangrijkste redenen was voor de coup. Tegelijkertijd begon de bolivariaanse regering met de voorbereiding op mogelijke toekomstige opstanden of zelfs een Amerikaanse invasie door het verhogen van de militaire capaciteit van het land, de aankoop van helikopters en 100.000 AK-47-geweren van Rusland, evenals aanvalsvliegtuigen uit Brazilië. Ook de capaciteit van de lege troepen werd verhoogd, met het voornemen van Chávez om het aantal militaire reserves te verhogen van 50.000 tot 2.000.000.
In december 2002 werd de regering van Chávez geconfronteerd met een staking van twee maanden bij de staatsoliemaatschappij toen hij wijzigingen in het management van het bedrijf wilde doorvoeren. Wilpert merkte op: "Hoewel de oppositie het een 'algemene staking' noemt, was het eigenlijk een algemene sabotage van de olie-industrie." De regering van Chávez reageerde door de 19.000 stakende werknemers te ontslaan voor het illegaal verlaten van hun post, vervolgens nam hij gepensioneerde werknemers, buitenlandse aannemers en het leger in dienst om in plaats van de ontslagen werknemers hun werk te gaan doen.
Na het mislukken van deze twee pogingen om Chávez te verwijderen uit de macht, zocht de oppositie uiteindelijk de toevlucht tot juridische middelen om hem te verwijderen. De grondwet van 1999 kende een passage waarmee het mogelijk werd een referendum te organiseren waarbij de president moet aftreden en dus riep de oppositie op tot een dergelijk referendum. Maar het Venezolaanse referendum van 2004 werd verworpen. 70% van de kiesgerechtigde Venezolaanse bevolking bleek te gaan stemmen, waarvan 59% van de kiezers de beslissing nam om tegen te stemmen, waardoor Chávez zijn presidentschap kon behouden. In tegenstelling tot zijn oorspronkelijke verkiezingsoverwinning in 1998, kwam dit keer de electorale steun van Chávez bijna geheel uit de armere klassen in plaats van de middenklasse, doordat Chávez steeds meer naar links bewoog. Ondertussen begon een aantal partijen uit de oppositie op te roepen tot een militaire ingreep van de Verenigde Staten om Chávez ten val te brengen.

#### Socialisme van de 21e eeuw
De verschillende pogingen tot omverwerping van de bolivariaanse regering hadden er slechts toe geleid dat Chávez verder radicaliseerde. In januari 2005 begon hij openlijk het socialisme van de 21e eeuw te bepleiten, dat zich onderscheidt van zijn eerdere vormen van bolivarisme, die sociaaldemocratisch waren en het samenvoegen van elementen van het kapitalisme en socialisme bepleitten. Hij gebruikte deze nieuwe term om het democratisch socialisme te omschrijven dat hij wilde promoten in Latijns-Amerika in plaats van het marxistisch-leninistische socialisme, dat was verspreid door socialistische staten als de Sovjet-Unie en de Volksrepubliek China in de 20e eeuw. Chávez' argument: deze staten zijn niet echt democratisch, maar eerder autoritair.
In mei 2006 bezocht Chávez Europa op persoonlijke titel, waar hij plannen aangekondigde om goedkope Venezolaanse olie te leveren aan arme arbeidersgemeenschappen op het continent. De linkse burgemeester van Londen Ken Livingstone verwelkomde hem, hij beschreef Chávez als "het beste nieuws uit Latijns-Amerika in vele jaren".

### Derde presidentieel termijn: 2006-2012
Bij de presidentsverkiezingen van 2006, die een opkomst hadden van 74%, werd Chávez herkozen, deze keer met 63% van de stemmen, waarmee hij zijn belangrijkste tegenstander Manuel Rosales versloeg, die zijn verlies toegaf. De verkiezingen worden beschreven als vrij en legitiem, door de Organisatie van Amerikaanse Staten (OAS) en het Carter Center. Na deze overwinning beloofde Chávez een "uitbreiding van de revolutie".

#### Verenigde Socialistische Partij van Venezuela en binnenlands beleid
Op 15 december 2006 maakte Chávez bekend dat de meeste linkse politieke partijen die hem hadden gesteund, zich zouden gaan verenigen in één grote partij, de Verenigde Socialistische Partij van Venezuela (Partido Socialista Unido de Venezuela, PSUV). In de toespraak die hij gaf verklaarde hij dat de oude partijen "hun eigen structuren, partijkleuren en slogans moeten gaan vergeten, omdat deze niet het belangrijkste zijn voor het vaderland".
Er was veel enthousiasme voor de oprichting van de PSUV, waardoor het ledenaantal opliep tot 5,7 miljoen mensen in 2007, daarmee de grootste partij in Venezuela.
In 2007 richtte de bolivariaanse regering een constitutionele commissie op om de grondwet van 1999 te herzien en te wijzen op mogelijk aan te brengen wijzigingen. Onder leiding van de prominente pro-Chávez intellectueel Luis García Britto, kwam de commissie tot de conclusie dat de grondwet meer sociale progressieve bepalingen zou moeten hebben, zoals de verkorting van de werkweek, de grondwettelijke erkenning van de Afro-Venezolanen en de afschaffing van discriminatie op onder andere grond van seksuele geaardheid. Het stelde ook maatregelen voor die de bevoegdheden van de president zouden hebben vergroot, bijvoorbeeld het verhogen van de presidentiële termijn tot zeven jaar, ook zou de president oneindig herkozen mogen worden. De regering besloot toen om de grondwet voor te leggen aan de bevolking door middel van een referendum in december 2007. Het onthoudingspercentage was echter hoog, 43,95% van de geregistreerde kiezers onthield zich van stemmen, waardoor uiteindelijk de voorgestelde wijzigingen werden verworpen door 50,65% van de stemmen. Dit was het eerste electorale verlies dat Chávez heeft geleden in de dertien electorale referenda of verkiezingen die hij heeft gehouden sinds hij aan de macht kwam.

#### Bolivariaanse Alliantie voor de Amerika's en de Bank van het Zuiden

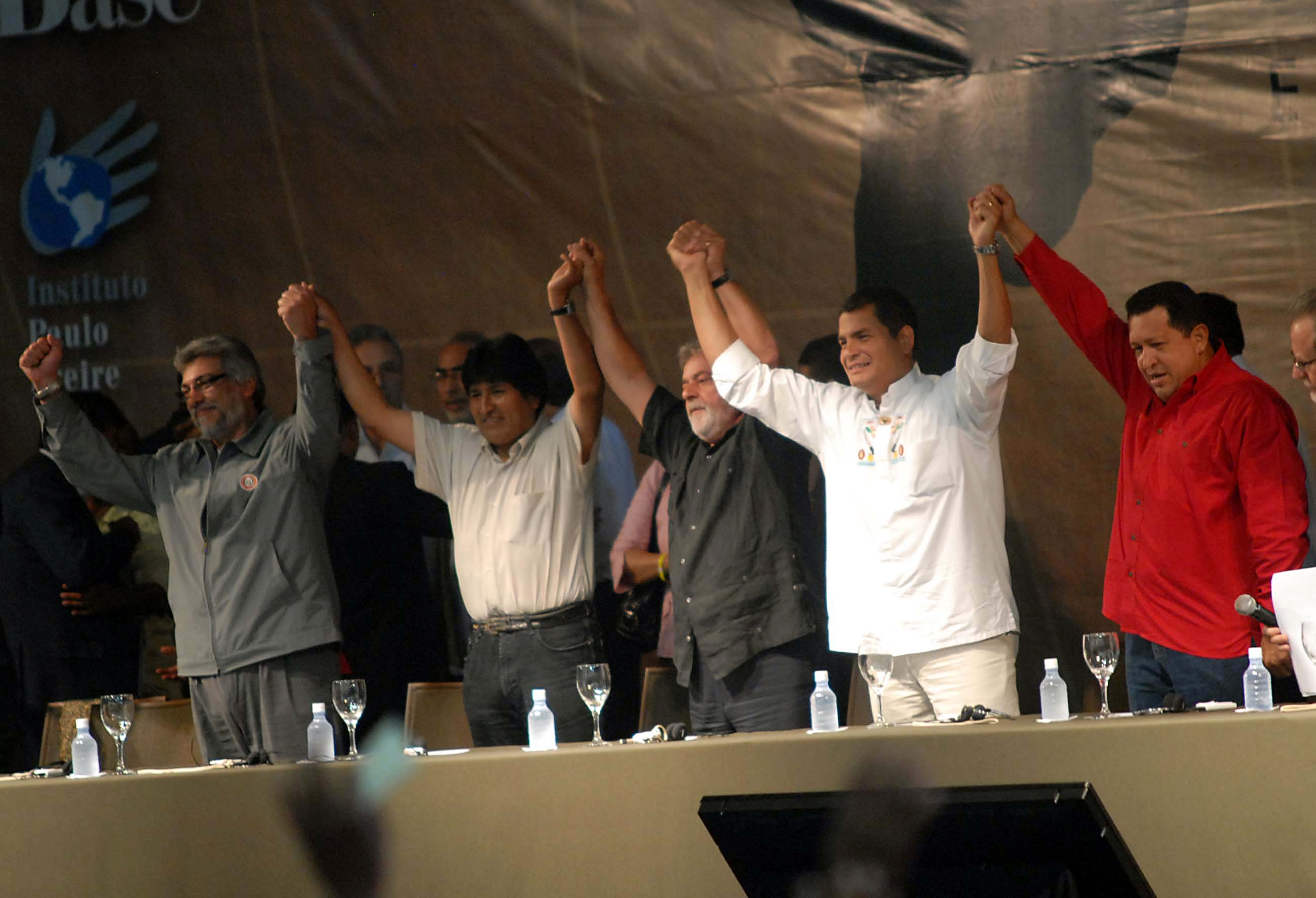
Chávez (uiterst rechts) met de volgende linkse presidenten in 2009. Van links naar rechts: Paraguay's Fernando Lugo, Bolivia's Evo Morales, Brazilië's Lula da Silva en Ecuador's Rafael Correa.

De bolivariaanse regering legde de nadruk op het verstrekken van financiële en medische hulp aan de rest van Latijns-Amerika, ondersteund door de winsten door de Venezolaanse olie-industrie, in de eerste acht maanden van 2007 alleen al besteedde Venezuela 8,8 miljard dollar aan financiële en medische hulp aan de rest van Latijns-Amerika, iets wat "ongekend is voor een Latijns-Amerikaans land". De regering van Chávez zocht grotere politieke, economische en militaire allianties met deze Latijns-Amerikaanse landen met linkse presidenten, en met name de socialistische regeringen die verkozen zijn in het begin van de 21e eeuw. Het wijdverspreide succes van linkse kandidaten op dat moment waardoor politieke analisten het hebben beschreven als de Draai naar Links. De grootste bondgenoten waren Evo Morales en zijn Beweging voor Socialisme, die aan de macht kwam in Bolivia in 2005, en Rafael Correa en zijn PAIS Alliantie, die de verkiezingen won in Ecuador in 2006.
In 2007 werden de socialistische Daniel Ortega en zijn Sandinistisch Nationaal Bevrijdingsfront gekozen in de regering in Nicaragua, waardoor zijn regering onmiddellijk banden aanging met de Venezolaanse regering. Op de eerste dag toen Ortega aan de macht kwam, heeft Chávez plannen aangekondigd om het verarmde Centraal-Amerikaanse land te steunen door het kwijt te schelden van de 30 miljoen dollar die Nicaragua is verschuldigd aan Venezuela, ook geeft Chávez hem een extra gift van 10 miljoen dollar aan hulp, en voorzag hem van een lening van 20 miljoen dollar om de armoede te bestrijden.
In 2004 was Venezuela een van de oprichtende landen van de Bolivariaanse Alliantie voor de Amerika's (ALBA).
Op 26 september 2009 heeft Chávez samen met zijn bondgenoten zoals Argentinië, Brazilië en Bolivia, een regionale bank opgericht genaamd de Bank van het Zuiden, gevestigd in Caracas, wat een poging is om Latijns-Amerikaanse landen minder afhankelijk te laten zijn van het neoliberale Internationaal Monetair Fonds. Chávez had het project als eerste voorgesteld voordat hij de presidentsverkiezingen in 1998 won. Het project wordt gesteund door de Nobelprijs winnende, voormalig econoom van de Wereldbank Joseph Stiglitz, die zei: "Een van de voordelen van het hebben van een Bank van het Zuiden is dat het aansluit bij het perspectief van de landen in het zuiden, en dat is een goede zaak om concurrentie te hebben in de meeste markten, waaronder de markt van kredietverlening."
Toen de Arabische lente losbarstte in Noord-Afrika en het Midden-Oosten in 2011, begon Chávez met het openlijk bekritiseren van leiders die werden gesteund door de VS, zoals in Egypte Hosni Mubarak, maar tegelijkertijd verdedigde hij degenen die hadden gehandeld op grond van de Arabische socialistische idealen, zoals  in Syrië de dictatoriale Bashar al-Assad, die hij "een humanist en een broeder" noemde. Na het uitbreken van de Eerste Libische Burgeroorlog in 2011, waarin mensen demonstreerden tegen de socialistische regering van de dictatoriale leider Qadhafi – Chávez, die altijd al goede betrekkingen had met Libië, beschreef de ceremoniële leider Qadhafi als "een vriend van mij" – had Chávez aangeboden om op te treden als intermediair tussen de overheid en de door de rebellen beheerste Nationale Overgangsraad (NTC), maar de laatste weigerde het aanbod. Tijdens de daaropvolgende militaire interventie in Libië, uitte Chávez kritiek op de "willekeurige bombardementen" van de NAVO en de VS, hij beschuldigde de Verenigde Staten ervan dat ze proberen om "de hand te leggen op de olie van Libië". Na het doden van Moammar al-Qadhafi door NTC-strijders in oktober 2011, verkondigde Chávez: "We zullen Qadhafi ons hele leven herinneren als een geweldige vechter, een revolutionair en een martelaar. Ze hebben hem vermoord. Het is een schande."

#### Kanker en verdere nationalisering
Op 30 juni 2011 bevestigde Chávez in een televisieboodschap vanuit Havana in Cuba dat hij herstellende was van een operatie op 10 juni waarbij een tumor werd verwijderd. Vicepresident Elías Jaua verklaarde dat de president zijn macht volledig uit blijft oefenen en dat er geen reden was om de macht over te dragen als gevolg van zijn afwezigheid. Een rapport van 2 juli in El Periódico de Catalunya rapporteerde dat, volgens Venezolaanse diplomatieke bronnen, Chávez "dikkedarmkanker had die had geleid tot een infectie in de buik". Op 3 juli ontkende de Venezolaanse regering echter dat Chávez darmkanker had, en verklaarde dat de tumor volledig was verwijderd, ze stelde verder dat Chávez op weg was naar "volledig herstel". Op 17 juli 2011 meldde het Venezolaanse journaal dat Chávez was teruggekeerd naar Cuba voor verdere behandelingen van kanker.
Chávez gaf een publieke verschijning op zijn 57ste verjaardag waarin hij stelde dat zijn gezondheidsproblemen ertoe hadden geleid dat hij zijn leven radicaal zou heroriënteren naar een 'meer divers, meer reflectieve en veelzijdig vooruitzicht', en hij een beroep ging doen op de middenklasse en de particuliere sector om hen te betrekken bij zijn bolivariaanse revolutie, iets wat hij zag als 'vitaal' voor het succes ervan. Kort na deze toespraak, kondigde Chávez in augustus aan dat zijn regering Venezuela's goudindustrie ging nationaliseren, de regering neemt het over van het Russische gecontroleerde vennootschap Rusoro, op hetzelfde moment was de regering ook bezig met het verplaatsen van de goudvoorraad van het land, die grotendeels werd bewaard in banken van het westen, naar banken van politieke bondgenoten van Venezuela als Rusland, China en Brazilië.

### Vierde presidentieel termijn: 2013
In de Venezolaanse presidentsverkiezingen van 2012, werd Chávez herkozen, deze keer met 55% van de stemmen, waarmee hij zijn belangrijkste tegenstander Henrique Capriles Radonski versloeg, die 44% van de stemmen had gekregen. Door zijn ziekte en behandeling in Cuba en tijdens de laatste weken in Caracas werd zijn inauguratie die in januari 2013 gepland stond uitgesteld. Door zijn dood in maart 2013 heeft hij zijn vierde termijn nooit kunnen beginnen.

## Politieke filosofie

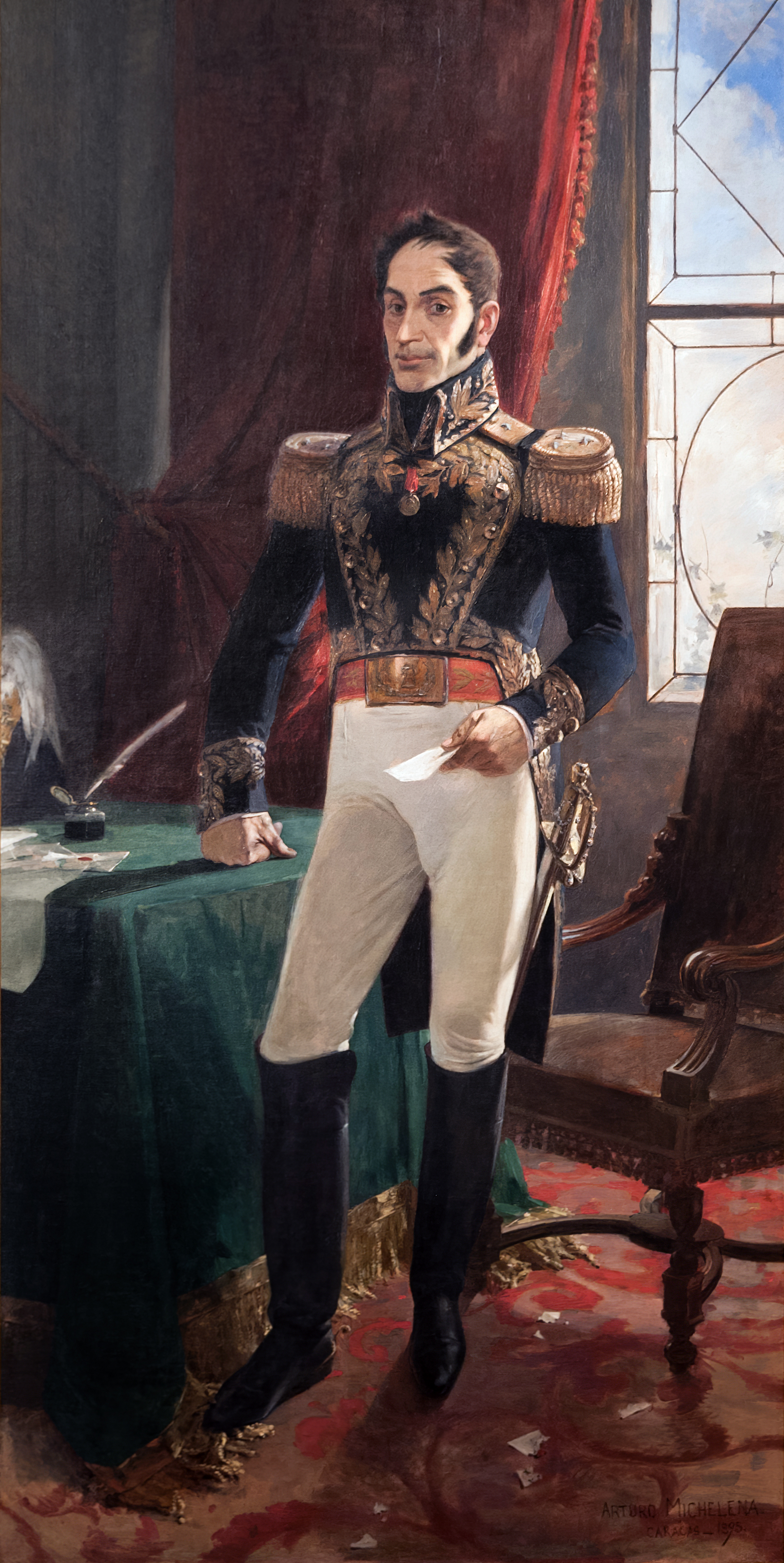
De 19e-eeuwse generaal en politicus Simón Bolívar biedt een basis voor de politieke ideeën van Chávez.

Hugo Chávez omschreef zijn politieke positie als bolivarisme, een ideologie bedacht door hemzelf, die sterk wordt beïnvloed door de geschriften van Simón Bolívar (1783-1830), een 19e-eeuwse generaal die leiding gaf aan de strijd tegen de imperialistische Spaanse autoriteiten, en hij wordt op grote schaal vereerd in Latijns-Amerika tot op de dag van vandaag. Samen met Bolívar zijn de andere twee primaire invloeden op het bolivarisme Simón Rodríguez (1769-1854), een filosoof die de mentor was van Bolívar, en Ezequiel Zamora (1817-1860), de Venezolaanse federalistische generaal. Politiek analist Gregory Wilpert, merkte in zijn studie van de politiek van Chávez op dat als "de belangrijkste ingrediënten voor het revolutionaire bolivarisme van Chávez kunnen worden samengevat: de nadruk op het belang van onderwijs, het creëren van een militair-civiele eenheid, Latijns-Amerikaanse integratie, sociale rechtvaardigheid, en nationale soevereiniteit."
Hoewel hij links was sinds zijn dagen bij de Militaire Academie, was hij sinds hij president was nog linkser geworden, door het verwerpen van de linkse kapitalistische ideologieën, zoals de sociaaldemocratie of de Derde Weg en in plaats daarvan omarmde hij het socialisme. Hij noemde dit socialisme het socialisme van de 21e eeuw.
Chávez was goed bekend met de verschillende tradities van het Latijns-Amerikaanse socialisme, door figuren als de Colombiaanse politicus Jorge Eliécer Gaitán, voormalig Chileens president Salvador Allende, de voormalige Peruaanse president Juan Velasco Alvarado, de voormalige Panamese president Omar Torrijos en de Cubaanse revolutionairen Che Guevara en Fidel Castro. Andere indirecte invloeden op de politieke filosofie van Chávez zijn de geschriften van de Amerikaanse linguïst Noam Chomsky en het Evangelie leringen van Jezus Christus.
De verbinding van Chávez met het marxisme was complex. In mei 1996 gaf hij een interview aan Agustín Blanco Muñoz, waarin hij opmerkte noch marxist, noch antimarxist te zijn, en ook geen communist of anticommunist. Hij was echter goed thuis in vele marxistische teksten. Verschillende internationale marxisten steunden zijn regering. In 2010 verkondigde Hugo Chávez steun voor de ideeën van de marxistische Leon Trotski, en haalde hij Karl Marx en Lenin aan.